# Topología discreta
En matemáticas, la topología discreta de un conjunto X es la topología dada por el conjunto potencia de X. Esto es, todo subconjunto de X es un conjunto abierto en la topología discreta. Un espacio que posee la topología discreta se conoce también como espacio discreto.
La topología discreta es la topología más fina que se le puede dar a un conjunto. Cualquier conjunto con la topología discreta es metrizable si definimos {\displaystyle d(x,y)=1} para cualquiera {\displaystyle x\neq y} y {\displaystyle d(x,x)=0} para todo {\displaystyle x\in X.}
Las siguientes condiciones son equivalentes:
- X es un espacio topológico discreto.
- Todo conjunto de un elemento {\displaystyle \{x\}} con {\displaystyle x\in X} es un conjunto abierto.
- Todo subconjunto de X que contiene a x es una vecindad de x.

Notemos que cualquier biyección entre espacios discretos es un homeomorfismo. 

## Subespacios discretos
Si Y es un subconjunto de X, y la topología subespacio en Y es discreta, entonces Y es un subespacio discreto de X-
Supongamos que X es un espacio topológico y Y un subconjunto de X. Entonces Y es un subespacio discreto si y sólo si para cualquier {\displaystyle y\in Y} existe un conjunto abierto V de X tal que 
{\displaystyle V\cap Y=\{y\}.}

## Ejemplos
- {\displaystyle \mathbb {Z} }, como espacio métrico bajo la métrica euclidiana {\displaystyle d(m,n)=|m-n|} tiene la topología discreta. Esto es equivalente a considerar a {\displaystyle \mathbb {Z} } como subespacio topológico de {\displaystyle \mathbb {R} } or  {\displaystyle \mathbb {C} } con sus topologías usuales.
- {\displaystyle \mathbb {Q} }, como subespacio de {\displaystyle \mathbb {R} } con la topología usual no es discreto: cualquier abierto que contiene a {\displaystyle q\in \mathbb {Q} } contiene la intersección {\displaystyle U=B(q,\epsilon )\cap \mathbb {Q} } de una bola abierta alrededor de {\displaystyle q} con los números racionales. Por la densidad de los racionales, esta bola contiene una infinidad de números racionales.
- El conjunto {\displaystyle F=\{1/n\mid n\in \mathbb {N} \}}, como subespacio de {\displaystyle \mathbb {R} } con la topología usual es discreto. Sin embargo, {\displaystyle F\cup \{0\}} no lo es, pues cualquier abierto que contenga a cero, contiene alguna fracción de {\displaystyle F}.
- El producto de una cantidad finita de espacios discretos es discreta en la topología producto. El producto de una cantidad infinita de espacios discretos es discreto en la topología caja pero en general no lo es en la topología producto.

- Datos: Q91267214